# Soma de três cubos
Existe um número que não seja 4 ou 5 módulo 9 e que não pode ser expresso como uma soma de três cubos?
Na matemática da soma de potências, a soma de três cubos é um problema em aberto para caracterizar os números que podem ser expressos como uma soma de três cubos de inteiros, permitindo tanto cubos negativos quanto positivos na soma. Uma condição necessária óbvia para {\displaystyle n} igualar tal soma é que {\displaystyle n} não pode ser igual a 4 ou 5 módulo 9, porque os cubos módulo 9 são 0, 1 e −1, e nenhum três destes números somar 4 ou 5 módulo 9. Não se sabe se esta condição necessária é suficiente.
Variações do problema incluem somas de cubos não negativos e somas de cubos racionais. Todos os inteiros têm uma representação como uma soma de cubos racionais, mas não se sabe se as somas de cubos não negativos formam um conjunto com densidade assintótica diferente de zero.

## Pequenos casos
Uma representação não trivial de 0 como a soma de três cubos daria um contra-exemplo ao último teorema de Fermat para o expoente três. Pois, um dos três cubos teria o sinal oposto aos outros dois e seu negativo seria igual à soma dos outros dois. Portanto, pela prova de Leonhard Euler deste caso do último teorema de Fermat, existe apenas a solução trivial.
{\displaystyle a^{3}+(-a)^{3}+0^{3}=0.}
Para as representações de 1 e 2 existem infinitas famílias de soluções
{\displaystyle (9b^{4})^{3}+(3b-9b^{4})^{3}+(1-9b^{3})^{3}=1}
e
{\displaystyle (1+6c^{3})^{3}+(1-6c^{3})^{3}+(-6c^{2})^{3}=2.}
Estas podem ser escalonadas para obter representações para qualquer cubo ou qualquer número que é o dobro de um cubo. Existem outras representações e outras famílias parametrizadas de representações para 1. Para 2, as outras representações conhecidas são
{\displaystyle 1214928^{3}+3480205^{3}+(-3528875)^{3}=2,}
{\displaystyle 37404275617^{3}+(-25282289375)^{3}+(-33071554596)^{3}=2,}
{\displaystyle 3737830626090^{3}+1490220318001^{3}+(-3815176160999)^{3}=2.}
No entanto, 1 e 2 são os únicos números com representações que podem ser parametrizados por polinômios quárticos desta forma.
Mesmo no caso de representações de 3, Louis Mordell escreveu em 1953 "eu não sei nada" mais que sua pequena solução
{\displaystyle 1^{3}+1^{3}+1^{3}=4^{3}+4^{3}+(-5)^{3}=3,}
e mais do que o fato de que neste caso cada um dos três números ao cubo deve ser igual módulo 9.